# The Badge of Courage
The Badge of Courage è un cortometraggio muto del 1911. Non si conosce il nome del regista. Il film fu prodotto dalla Kalem Company e interpretato da Carlyle Blackwell, Alice Joyce e George Melford.

## Trama
La trama su (EN)  Stanford University

## Produzione
Il film fu prodotto dalla Kalem Company.

## Distribuzione
Distribuito dalla General Film Company, il film - un cortometraggio in una bobina - uscì nelle sale il 17 luglio 1911.